# گلیم بیجار
گلیم بیجار کردستان بافته‌هایی که به عنوان بیجار است مربوط به خود شهر و چهل روستای اطراف آن است. البته تعدادی ازگلیم‌های بیجار مانند گلیم سنه اما با رنگ‌های تند و پشم زبر بافته می‌شوند.
از دیگر خصوصیات گلیم‌های بیجار این است که حالتی انفرادی تر و متمایز تری دارند و دارای بافت‌های چاکدار پشمین وتارهای نخی است.
نکتهٔ مهمی که وجود دارد که گلیم‌های بیجار را به راحتی نمی‌توان از سایر گلیم‌های غرب وشمال غربی کردستان مانند شاهسون، تشخیص داد.
اما ویژگی قابل تمایز گلیم‌های بیجار حیوانات دو سر و ترنجهای کلونی شکل است، که از ویژگی‌های خاص کار تزیینی کردها، مخصوصا در کیف هاست.
این گلیم‌ها در گذشته به عنوان کادو و جهاز عروسان جوان بافته می‌شد. طرح‌های حیوانی که در این گلیم‌ها به کار می‌رود به دلیل تأکید بر اهمیت گله‌های گوسفندان یا بزها به عنوان ثروتی قابل حمل بوده‌است.

## سایر ملزومات
جل اسب کیف‌های بیجار به روش پیچ بافت بافته می‌شوند. در کارهای تزیینی چون در همه از روش تابیدن پشم مشابه استفاده می‌کنند به راحتی نمی‌توانیم کاربیجار را از قبایل دیگر تشخیص دهیم.
نکته‌ای دیگر که پیچ بافت هاست جزئیات طرح و حاشیه‌ها بسیار شبیه گلیم‌های شاهسون است.

## خصوصیات ظاهری
- طویل و باریک بودن آن است.
- استفاده از ترنج‌های رنگین مثلثی ویا لوزی شکل در آن است.
- این گلیم دارای دو حاشه است وحاشیه خارجی طرح لاله عباسی از روبه رو است.
- جالب‌ترین و زیباترین ویژگی‌های بعضی از این گلیم‌ها، بافت انسان و حیوان در متن یا حاشیه آن است.
- طرح‌های انسانی در این گلیم به صورت زنان ومردان در چپ وراست گلیم بافته می‌شوند.

## وجه تسمیه
بیجار در لغت (به معنای ترکیبی از گروه‌های مختلف) است، شهری تجاری در حاشیه کردستان است.